# Museo pio cristiano
Il Museo pio cristiano fa parte dei Musei Vaticani, ed ospita opere dell'antichità cristiana, che fino al 1963 erano esposte nel palazzo del Laterano.

## Descrizione
Il museo venne fondato da Pio IX nel 1854, due anni dopo l'istituzione della Commissione di archeologia sacra, che aveva il compito di dirigere gli scavi nelle catacombe e tutelarne la conservazione; il museo doveva ospitare quei reperti la cui conservazione in loco era impossibile. Esso venne allestito a cura di Giuseppe Marchi e Giovanni Battista de Rossi.
Il museo è composto di due grandi sezioni:
- la sezione che comprende i monumenti architettonici, scultorei e musivi; in essa si distingue in modo particolare la raccolta dei sarcofagi;
- e la sezione che raccoglie materiale epigrafico, suddiviso per età e soggetti; a causa del suo carattere specialistico, questa sezione è aperta solo agli studiosi, su richiesta.

La famosa statua del" Buon pastore " è in realtà il frutto di un restauro e ricreazione settecentesco, secondo il gusto dell'epoca. La base era un bassorilievo frammentario proveniente da un perduto sarcofago paleocristiano del III secolo. Il restauro comprende la parte superiore della testa e le gambe dell'agnello, il retro della statua, un braccio e le gambe del pastore.